# Sonata para piano n.º 6 (Beethoven)

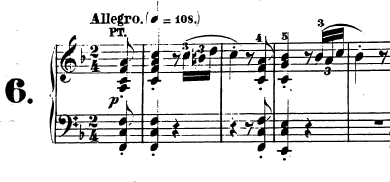
Allegro: Primeiro movimento.

Essa sonata, também dedicada a condessa von Browne, também tem três movimentos. Sonata leve, mas cheia de nuances.
No primeiro movimento, Beethoven inicia o primeiro tema de uma maneira interessante. A primeira parte do tema é meio misteriosa, meio relutante, onde as pausas criam a expectativa inicial. Já na segunda parte do tema Beethoven "relaxa" mais e nos dá uma melodia ascendente e sincopada, acompanhada de acordes. A música fica "presa" no início, devido às pausas e às constantes repetições de idéias contrárias. Somente no compasso 18, Beethoven deixa a música mais fluente, com o acompanhamento de semicolcheias na mão esquerda. A Coda da exposição traz o humor, sempre presente na música de Beethoven. Aqui, a técnica das "mãos cruzadas" faz com que a melodia se alterne entre o bem agudo e o bem grave, sempre acompanhada pela "turbulência das semicolcheias da mão esquerda. E exposição termina com três oitavas secas. No desenvolvimento, a parte mais bonita desse movimento, Beethoven explora fragmentos dos temas, e cria uma melodia completamente nova. A sessão de oitavas quebradas intensifica a tensão natural de um desenvolvimento, onde a modulação é de praxe. Depois de alternar o motivo entre as duas mãos, Beethoven dissipa a tensão num diminuindo de quatro compassos até uma grande pausa com [fermata]. O que se segue depois é muito interessante…

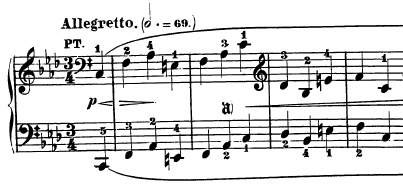
Allegretto: Segundo movimento.

Todos esperam a volta do primeiro tema, e por consequência o início da recapitulação, o que realmente acontece, só que de uma maneira inesperada! A sonata é em fá maior, e nada mais natural que depois do desenvolvimento cheio de tensão, a recapitulação aconteça com o tema em fá maior. Neste caso Beethoven traz o primeiro tema em Ré' Maior (?!?) E vai em frente como se nada tivesse acontecido, como se a sonata fosse realmente em re' maior. Depois de concluir o primeiro tema inteirinho, Beethoven "pára a música" como se dissesse "hummmm tem alguma coisa errada por aqui" e finalmente reapresenta o tema em sol menor, modulando até fá maior de novo. Ou seja, o ouvinte não sabe se a parte em ré maior já é a recapitulação ou ainda faz parte do desenvolvimento! O restante do movimento segue normalmente, sem muitas surpresas.

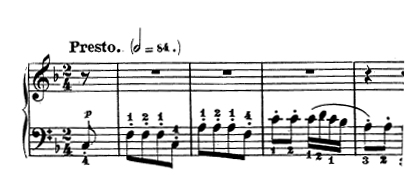
Presto: Terceiro movimento.

O segundo movimento possui um clima de mistério, com as duas mãos tocando as mesmas notas na abertura. O movimento inteiro é predominantemente piano, com pouquissimas partes fortes. Todavia, os acentos, tão característicos em Beethoven, aparecem em abundância, deslocando a métrica com ênfase nos terceiros tempos dos compassos. A dificuldade é manter o controle e solidez, sem se deixar influenciar muito pelas constantes mudanças e melodias que aparecem. O movimento termina bruscamente, com dois acordes secos.
O terceiro movimento é um dos prestos mais charmosos de Beethoven. E olhe que Beethoven não compos nenhum "terceiro movimento" que seja mediano, podem notar que todos são geniais, de concertos a sonatas, passando por música de câmara e sinfonias. Nesse terceiro movimento, o tema é simples, com as notas repetidas criando um ritmo muito envolvente. O segredo aqui é não tocá-lo rápido demais, o que faria perder todo o charme. As dificuldades técnicas são constantes, desde sequências longas de oitavas quebradas até passagens em contraponto. A energia vai do início ao fim, sem tempo para respirar.
| Sonata para Piano No. 6             |                |
|                                     |                |
| Composições de Ludwig van Beethoven |                |
| Apelido:                            | Nenhum         |
| Forma:                              |                |
| Tonalidade - Compasso:              | Fá maior - 2/4 |
| Movimentos                          | 3              |
| Data da composição:                 | 1795-8         |
| Número da composição:               | Op. 10 nº 2    |
| Andamentos                          |                |
| Primeiro Movimento                  | Allegro        |
| Segundo Movimento                   | Allegretto     |
| Terceiro Movimento                  | Presto         |